# 潘華國

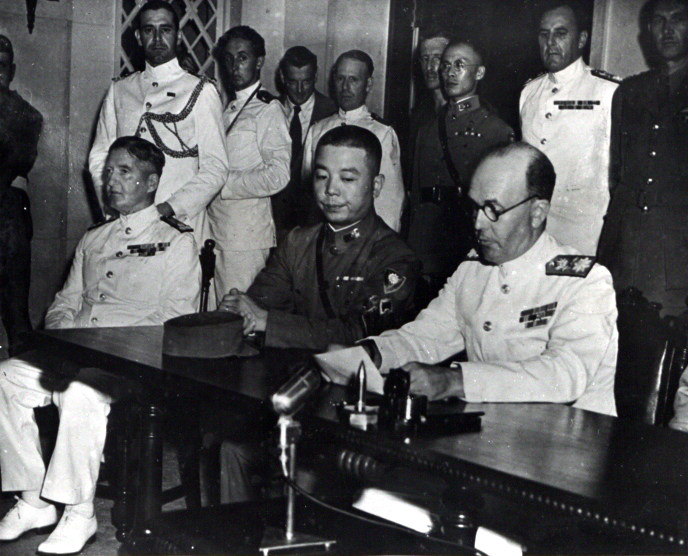
潘華國少將（中）出席受降儀式

'潘華國（1904年—1998年），字靜如，湖南南縣人，中華民國陸軍中將。

## 生平
黃埔軍校第五期、陸軍大學畢業。曾參加國民革命軍北伐。抗日戰爭時，歷經第一次長沙會戰、第三次長沙會戰、桂柳會戰、湘西雪峰山會戰。1945年日本投降後，奉軍令、軍政兩部命令到香港受降。9月16日，於香港總督府見證日軍代表陸軍少將岡田梅吉和海軍中將藤田類太郎在香港投降。1949年赴台，1980年移居美國。